# 波羅ノ鬼
波羅ノ鬼（ハラノオニ）は、動画共有サイトYouTubeを中心に活動するバーチャルYouTuber。主に歌動画を投稿している「virtual artist」で、YouTubeやTwitterでオリジナル曲や“歌ってみた”動画の配信をしている。2019年5月より活動を開始し、定期的に路上ライブを行っていた。
2022年6月26日をもって無期限活動休止の状態にある。

## 人物
好きな食べ物は〆さば・抹茶・餃子の王将。好きな動物はカエル・犬。趣味は歌うこと・お寺巡り・百人一首。嫌いな物は豆・桃・雉・猿。誕生日は2月3日。夢は日本武道館でワンマンライブをすること。

## 来歴
2019年
- 6月14日、VRライブイベント「第2回アルテマ音楽祭」にスペシャルゲストとして出演。オリジナル曲を三曲披露する。
- 7月13日、YouTubeに初動画「余命宣告」ティザーPV.verを公開。
- 8月21日、初のオリジナル曲「余命宣告」のMVを公開。
- 8月30日、ポップポータルメディア「KAI-YOU.net」に特集記事が掲載される。
- 9月1日、「ハラノオニリクエスト」と題して、Twitterにて毎日一曲ずつリクエスト曲のカバーを投稿し始める。
- 9月22日、バーチャルアーティストらによる音楽フェス「DIVE XR FESTIVAL supported by SoftBank」に出演。
- 10月31日、音楽ニュースサイト「音楽ナタリー」に特集記事が掲載される。
- 11月6日、事前告知有りで、秋葉原で路上ライブを行う。
- 12月14日、AR・VRバーチャルライブアプリ「SHOWSTAGE」にて、「波羅ノ鬼 1st SHOWSTAGE Live」を開催。
- 12月16日、渋谷、秋葉原、新宿で3箇所同時路上ライブを行う。

2020年
- 1月12日、YouTubeのチャンネル登録者数1万人突破。
- 1月26日、「SHOWSTAGE」にて、中2さゆりとの対バンライブ「超現実ライブ#1」を開催。
- 3月30日、1月26日に開催した「超現実ライブ#1」のアーカイブライブ「超現実ライブ#1 REVIVAL」を実施。
- 12月28日、VTuberの音楽イベント「Virtual Music Award 2020」に出演。

2021年
- 3月6日、「SHOWSTAGE」にて、「波羅ノ鬼　VIRTUAL LIVE 2021」を2部構成にて開催。

2022年
- 6月26日、無期限活動休止。

## 出演

### イベント
2019年
- DIVE XR FESTIVAL（9月22日 幕張メッセ）

2020年
- Virtual Music Award 2020（12月28日 立川ステージガーデン）

## ディスコグラフィ
| タイトル | 配信日        | 規格     |
| -------- | ------------- | -------- |
| 余命宣告 | 2019年8月21日 | 音楽配信 |